# Miłki (gmina)
Miłki est une gmina rurale du powiat de Giżycko, Varmie-Mazurie, dans le nord de la Pologne. Son siège est le village de Miłki, qui se situe environ 14 km au sud-est de Giżycko et 92 km à l'est de la capitale régionale Olsztyn.
La gmina couvre une superficie de 169,43 km2 pour une population de 3 861 habitants.

## Géographie
La gmina inclut les villages de Bielskie, Borki, Czyprki, Danowo, Jagodne Małe, Jagodne Wielkie, Jedamki, Kąp, Kleszczewo, Kleszczewo-Osada, Konopki Małe, Konopki Wielkie, Lipińskie, Lipowy Dwór, Marcinowa Wola, Miechy, Miłki, Paprotki, Przykop, Ruda, Rydzewo, Staświny, Staświny-Osada, Wierciejki et Wyszowate.
La gmina borde les gminy de Giżycko, Mikołajki, Orzysz, Ryn et Wydminy.